# Xanthosticta pygmaeus
Xanthosticta pygmaeus är en insektsart som beskrevs av Walker. Xanthosticta pygmaeus ingår i släktet Xanthosticta och familjen hornstritar. Inga underarter finns listade i Catalogue of Life.